# Iglesia de San Juan Bautista (Aldealpozo)
Las iglesia de San Juan Bautista es una iglesia que se encuentra en Aldealpozo (Provincia de Soria, Castilla y León, España).
Construida en el siglo XII junto a una torre de origen bereber que se reaprovechó como campanario considerándose por ello como una iglesia-fuerte.

## Historia
Aldealpozo debe su nombre a un profundo pozo de 16 metros de fondo por tres de ancho, ya descrito por Pascual Madoz. Antiguamente el lugar era llamado Canales.
El templo parroquial dedicado a San Juan Bautista se alza a izquierda de la carretera general, a pocos metros de ésta, exento y sin problemas para su localización. El templo se adosó a un torreón islámico de la Marca Media con capital en Medinaceli. Domina desde su altura el valle del río Rituerto y comunicaba visualmente con las de Castellanos y Masegoso. Fue edificada en mampostería trabada con cal mediante el uso de encofrado y sus esquinas se redondearon para dificultar el ataque con catapulta.
Tras levantar el templo a finales del siglo XII o principios del XIII, el torreón se transformó en torre campanario al añadirle los cuatro vanos de campana y modificar su terraza de señalas en tejado a dos aguas.
La torre al interior se estructuró en tres pisos separados por suelo de madera. La puerta abría en altura en el primer piso y quedó oculta por el pasadizo de comunicación con la iglesia. Su altura es de unos 18 metros. Figura en el catálogo de Bienes Protegidos de la Junta de Castilla y León en la categoría de Castillo con fecha de declaración 22 de abril de 1949.

## Descripción
La Torre se data en el siglo X y guarda semejanzas con las de La Pica o la de Noviercas, entre otras. Se trata de una esbelta torre de origen bereber, con 18 metros de altura y unas dimensiones de 9,40 x 7,50 y muros de 1,75 de grosor en el primer piso. Posee tres pisos de madera en que se advierten aún las marcas de las vigas. En la fachada se abre la puerta de acceso en el primer piso, oculta por un pasadizo que une la torre con la iglesia románica. Además las fachadas están jalonadas de huecos, saeteras o aspilleras muy abocinadas se aprecian por todo el lienzo. En las fachadas Norte y Este se practicaron huecos posteriormente para las campanas, y se desmochó y cubrió con un tejado a dos aguas.
La fábrica de la iglesia es de nave única rematada en cilindro absidial con la torre adosada al norte. La cabecera del templo, ábside y presbiterio, se rematan con cornisa lisa y canecillos lisos con perfil de nacela. La puerta se abre en el muro sur y se compone de dos arquivoltas que apean por medio de imposta corrida en jambas rectas sin decoración. Hay un ventanal en el presbiterio sur, adintelado, moderno, probablemente de la misma fecha tardía en que se adosó al edificio la sacristía al norte.

## Galería

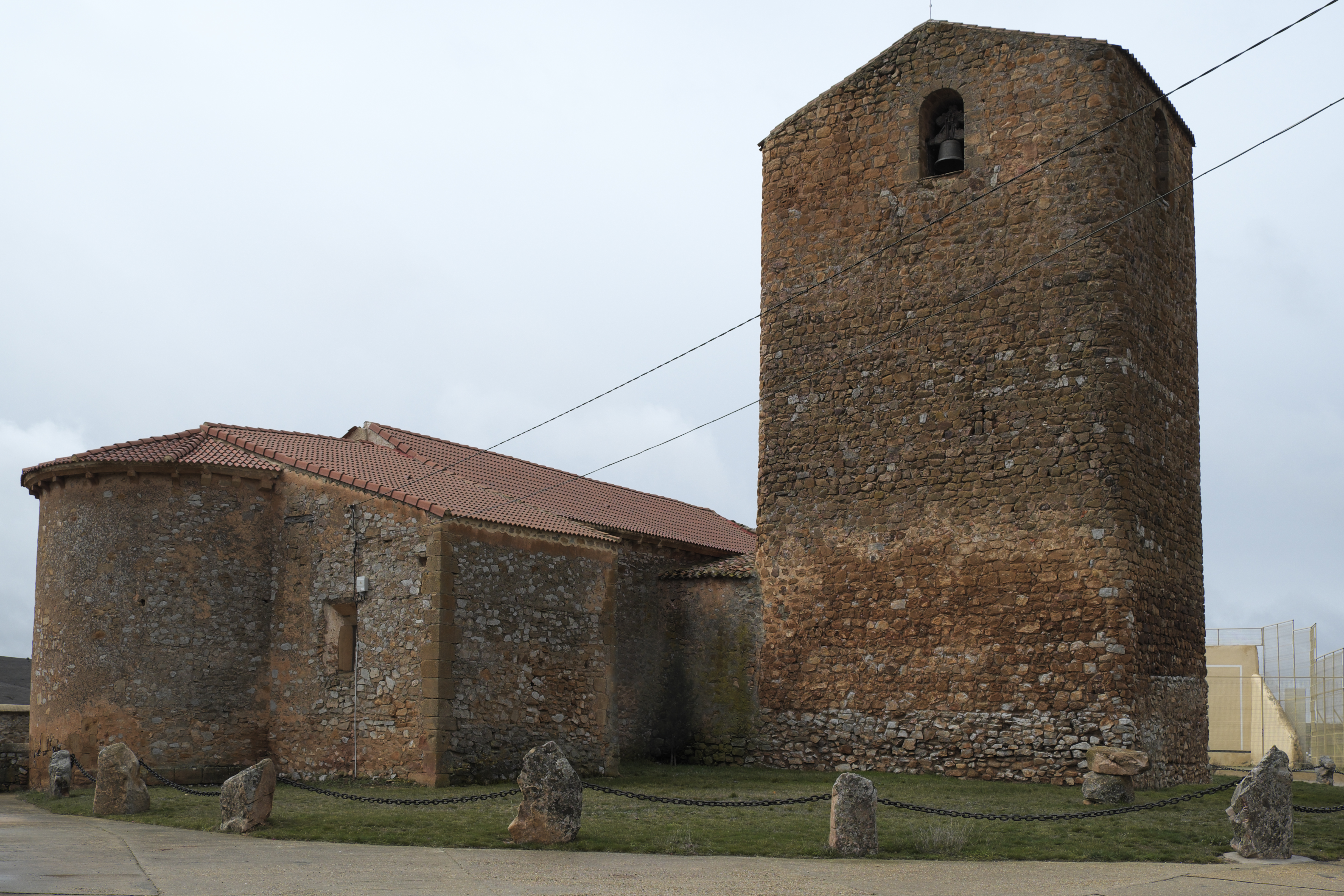
Vista general de la iglesia
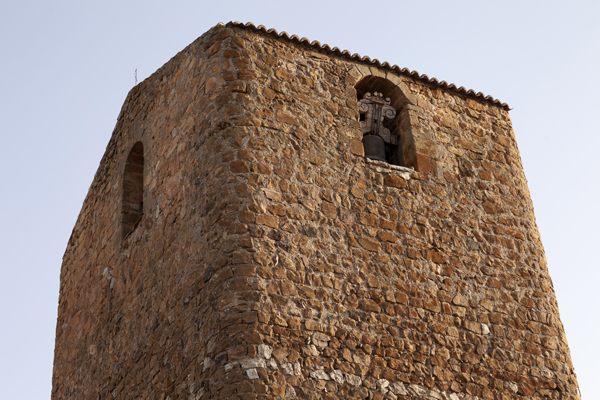
Troneras abiertas para las campanas
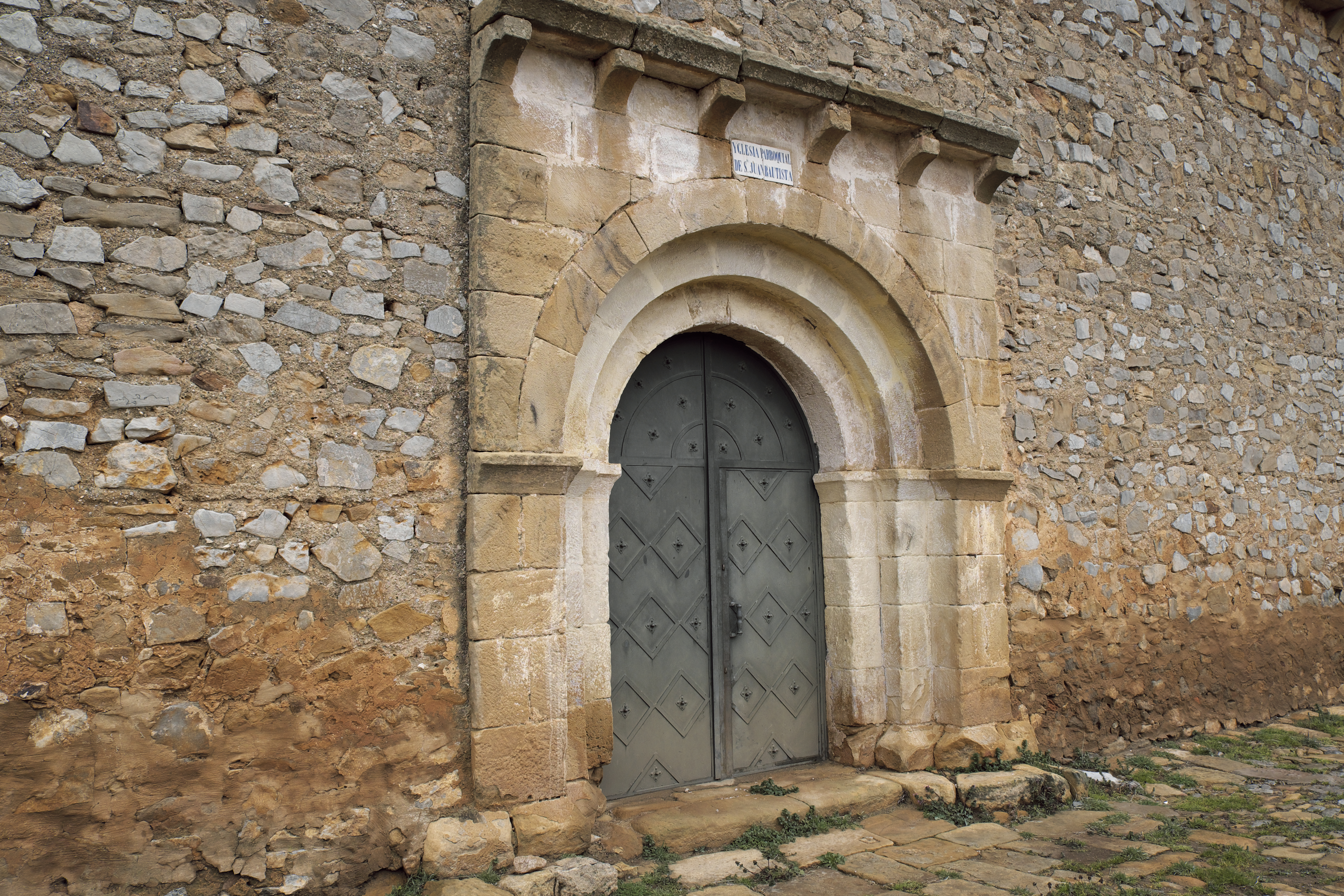
Portada románica
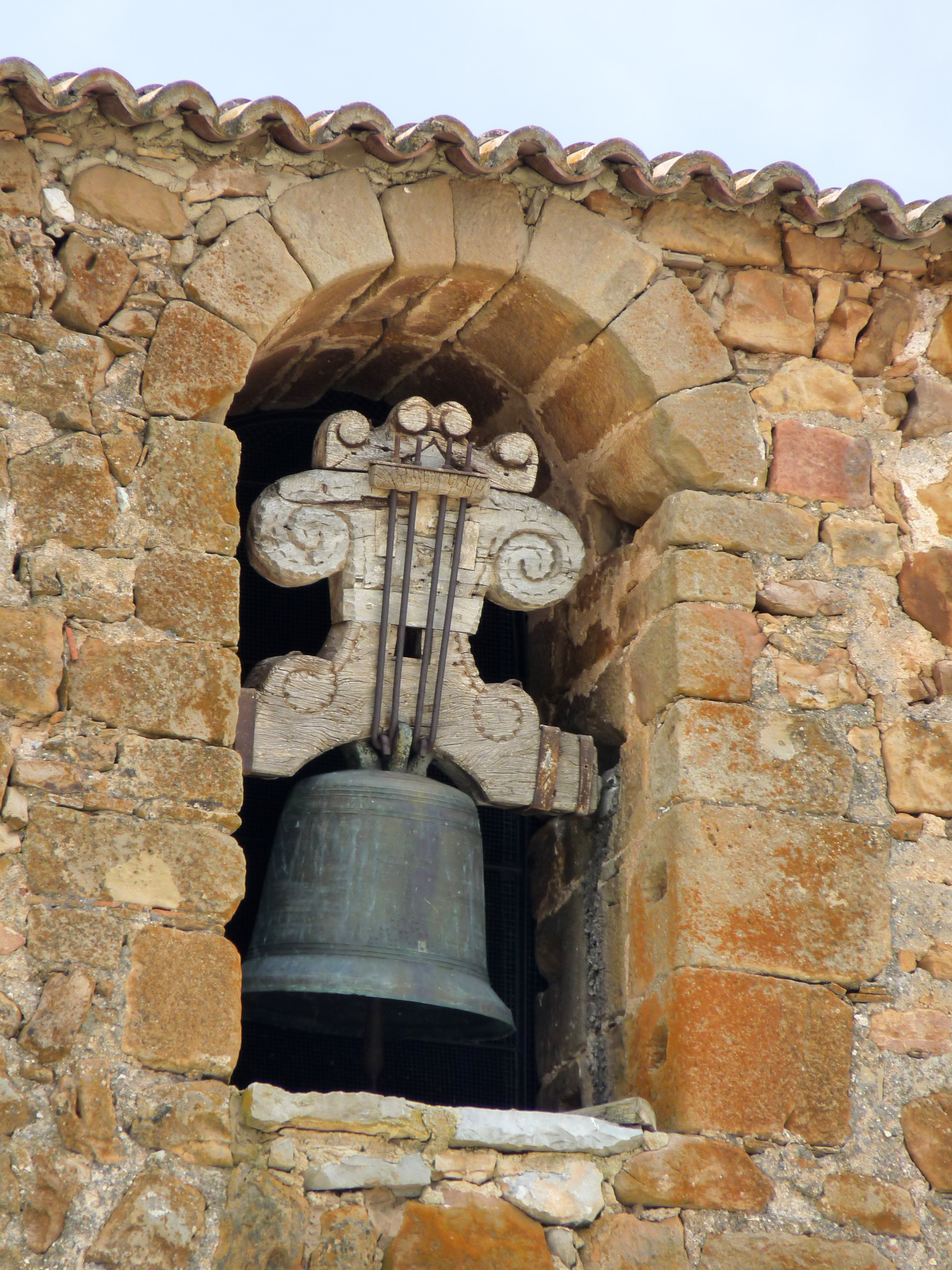
Campana con melena de madera